# San Antonio, Ocosingo
San Antonio är en ort i Mexiko.   Den ligger i kommunen Ocosingo och delstaten Chiapas, i den sydöstra delen av landet, 800 km öster om huvudstaden Mexico City. San Antonio ligger 818 meter över havet och antalet invånare är 351.
Terrängen runt San Antonio är varierad. Runt San Antonio är det glesbefolkat, med 16 invånare per kvadratkilometer. Närmaste större samhälle är Chiquinival, 9,4 km väster om San Antonio. Omgivningarna runt San Antonio är en mosaik av jordbruksmark och naturlig växtlighet.